# Bureå
Bureå város Svédország északi részén, Västerbotten megye Skellefteå községében. A község székhelyétől, Skellefteåtól szűk 20 km-re délre fekszik a Botteni-öböl partján, melybe itt torkollik bele a Bureälven folyó. Nyugati határában vezet az E4 európai út. Tőle mintegy 5 km-re nyugatra található a Skellefteåi repülőtér.

## Fordítás
- Ez a szócikk részben vagy egészben  a   Bureå című német Wikipédia-szócikk ezen változatának fordításán alapul.  Az eredeti cikk szerkesztőit annak laptörténete sorolja fel. Ez a jelzés csupán a megfogalmazás eredetét és a szerzői jogokat jelzi, nem szolgál a cikkben szereplő információk forrásmegjelöléseként.